# Saurauia loeseneriana
Saurauia loeseneriana är en tvåhjärtbladig växtart som beskrevs av Buscaloni. Saurauia loeseneriana ingår i släktet Saurauia och familjen Actinidiaceae. Inga underarter finns listade i Catalogue of Life.